# Московский проспект (Чебоксары)
Моско́вский проспе́кт — главная улица Московского района города Чебоксары Чувашской Республики. Одна из главных его автомагистралей, связывающая центр города с Северо-Западным микрорайоном и Ядринским шоссе, направленным на Москву и соединяющим дороги города с федеральной автомагистралью М7 «Волга». Проходит от Московского моста через Чебоксарский залив до Ядринского шоссе. Нумерация домов начинается от Московского моста.

## Происхождение названия
Получил своё название в честь города Москвы, в направлении которого проложен.

## История
Образован путём слияния Московской улицы и части Ядринского шоссе. В июле 1985 года завершён круговой перекрёсток (кольцевая развязка), соединивший Московский проспект с Ядринским шоссе. В ноябре 1985 года завершено строительство Октябрьского шоссе (Октябрьского моста), соединившего Северо-Западный микрорайон Чебоксар с другими районами города

## Памятники и скульптуры
- Памятник архитектору П. Е. Егорову (скульптор Ф. И. Мадуров, архитектор Ю. М. Новосёлов). Открыт 22 июня 2002 года в сквере возле дома № 3[6][7].
- Архитектурно-скульптурный комплекс «Ангел-Хранитель Добра и Мира» (архитектор — П. Стронский). Расположен в Студенческом сквере, на развилке с улицей К. Иванова, возле главного корпуса ЧГУ. Представляет собой фигуру ангела на постаменте. Памятник знаменует собой тягу россиян к образованию, проповедует вечные человеческие ценности — доброту, милосердие, любовь к Отечеству. Открыт 1 сентября 2007 года[8].
- Памятник единению народов и культур. Открыт 6 мая 2008 года[9].
- Скульптура «Скамья примирения». Расположена возле корпуса экономического факультета Чувашского государственного университета[10].
- Памятник Г. А. Ильенко. Открыт 23 мая 2008 года на территории АО НПК «Элара»[11].
- В мае 1989 года, по центру кругового перекрёстка на пересечении с улицей Гузовского, была установлена скульптурная композиция «Чебоксарцы едут в Москву» (скульптор — Ф. И. Мадуров, архитектор — Ю. М. Новосёлов), посвящённая воссоединению братских народов России и Чувашии. В 2005 году, в результате реконструкции проспекта, скульптура была перенесена в парк 500-летия Чебоксар, а место на круговом перекрёстке занял памятный знак «Древо жизни»[12][13].

## Здания и сооружения
- № 1 — Театр оперы и балета
- № 3 — Сбербанк
- № 9 — Республиканская клиническая больница
- № 15 — главный корпус Чувашского госуниверситета им. И. Н. Ульянова
- № 19 — химический факультет Чувашского госуниверситета им. И. Н. Ульянова
- № 29 — Чувашский государственный институт гуманитарных наук
- № 33 — Чувашский театр юного зрителя (с февраля 2018 года)[14], кинозал «Сеспель» (здание построено по типовому проекту 264-13-14 1968 года ЦНИИЭП зрелищных зданий и спортивных сооружений Госгражданстроя ЦНИИЭП жилища: широкоформатный кинотеатр с двумя залами на 800 и 300 мест)[15].
- № 33А — администрация Московского района Чебоксар
- № 33, корпус 1 — Чебоксарское музыкальное училище имени Ф. П. Павлова
- № 35 — Колледж строительства и городского хозяйства
- № 40 — Чебоксарский приборостроительный завод
- № 45 — медицинский факультет Чувашского госуниверситета им. И. Н. Ульянова
- № 47 — Больница скорой медицинской помощи
- № 49 — Республиканский клинический госпиталь для ветеранов войн.

## Смежные улицы
- Улица Композиторов Воробьёвых
- Нижегородская улица
- Водопроводная улица
- Улица Константина Иванова
- Улица Спиридона Михайлова
- Улица 500-летия Чебоксар
- Улица Тимофея Кривова
- Улица Пирогова
- Проспект Николая Никольского
- Улица Гузовского
- Ядринское шоссе